# Ошин од Корикоса
Ошин од Корикоса (или Корикос) (умро 1329. године) служио је као намесник Јерменског краљевства Киликије од 1320. до 1329. године. Био је син историчара Хејтона са Корикоса. Постао је намесник краља Лава IV након смрти краља Ошина 1320. године, за којег се причало да га је отровао. Ошин је такође вероватно био одговоран за смрт сестре краља Ошина, принцезе Изабеле од Јерменије и двојице њених синова, како би се уклонили супарнички претенденти.
Ошин се женио два пута:
- Прва, Маргарет д'Ибелин, која му је родила једну ћерку, Алису, која се удала за јерменског краља Лава IV.
- Друга, удовица краља Ошина, Жана Анжујска. Ошин од Корикоса и Жана су имали ћерку Марију, која се узастопно удала за два јерменска краља Киликије, Константина V и Константина VI.

Ошин и његова ћерка Алиса (Лавова жена) су убијени 1329. године по наређењу Лава IV.